# Fidel Castro, l'enfance d'un chef
Pour les articles homonymes, voir L'Enfance d'un chef (homonymie).
Pour plus de détails, voir Fiche technique et Distribution.
 Fidel Castro, l'enfance d’un chef est un téléfilm documentaire français écrit et réalisé par Daniel Leconte en 2004.

## Synopsis
L'auteur a effectué un montage d'archives et de témoignages, afin de « pénétrer le mystère Fidel Castro ». Daniel Leconte présente l'enfance et la jeunesse de Fidel Castro. Il est né en 1926, à Birán, son père, Ángel Castro Argiz, est un grand propriétaire terrien et sa mère une employée de maison. Enfant illégitime, il est élevé par les jésuites au collège de Belèn, « l'école des fils de bonne famille », puis il suit des études de droit à l'université de La Havane où il devient un activiste politique... Le documentaire entend répondre à plusieurs questions : « D'où lui vient cette haine viscérale de l'Amérique ? Comment le communisme vient à lui ? Pourquoi s'éloigne-t-il de la révolution latino-américaine à visage humain ? Pourquoi a-t-il transformé son pays en "latifundia communiste" ? Pourquoi et comment Fidel en est-il arrivé là ? Où se situe la rupture, le virage ?... ».

## Fiche technique
- Titre : Fidel Castro, l'enfance d'un chef
- Écrit et réalisé par Daniel Leconte
- Images : Ibar Aibar, Peter Bolton
- Montage : Laurent Abellard
- Production : Doc en Stock, Arte France, Télévision suisse romande (TSR), Radio-télévision belge de la Communauté française (RTBF)
- Durée : 55 minutes
- Dates de diffusion : 
  -  France : 6 avril 2005 (Arte)

## Accueil critique
Pour Bruno Icher, dans Libération, le documentaire de Daniel Leconte « montre la part d'ombre d'un homme présenté comme un animal politique féroce, capable des mensonges les plus éhontés et grand maître de l'usurpation ».
Dans Télévision française : la saison 2006, Christian Bosséno évoque « un pamphlet dévastateur, iconoclaste, argumenté et virulent ».